# Kersti Kaljulaidová

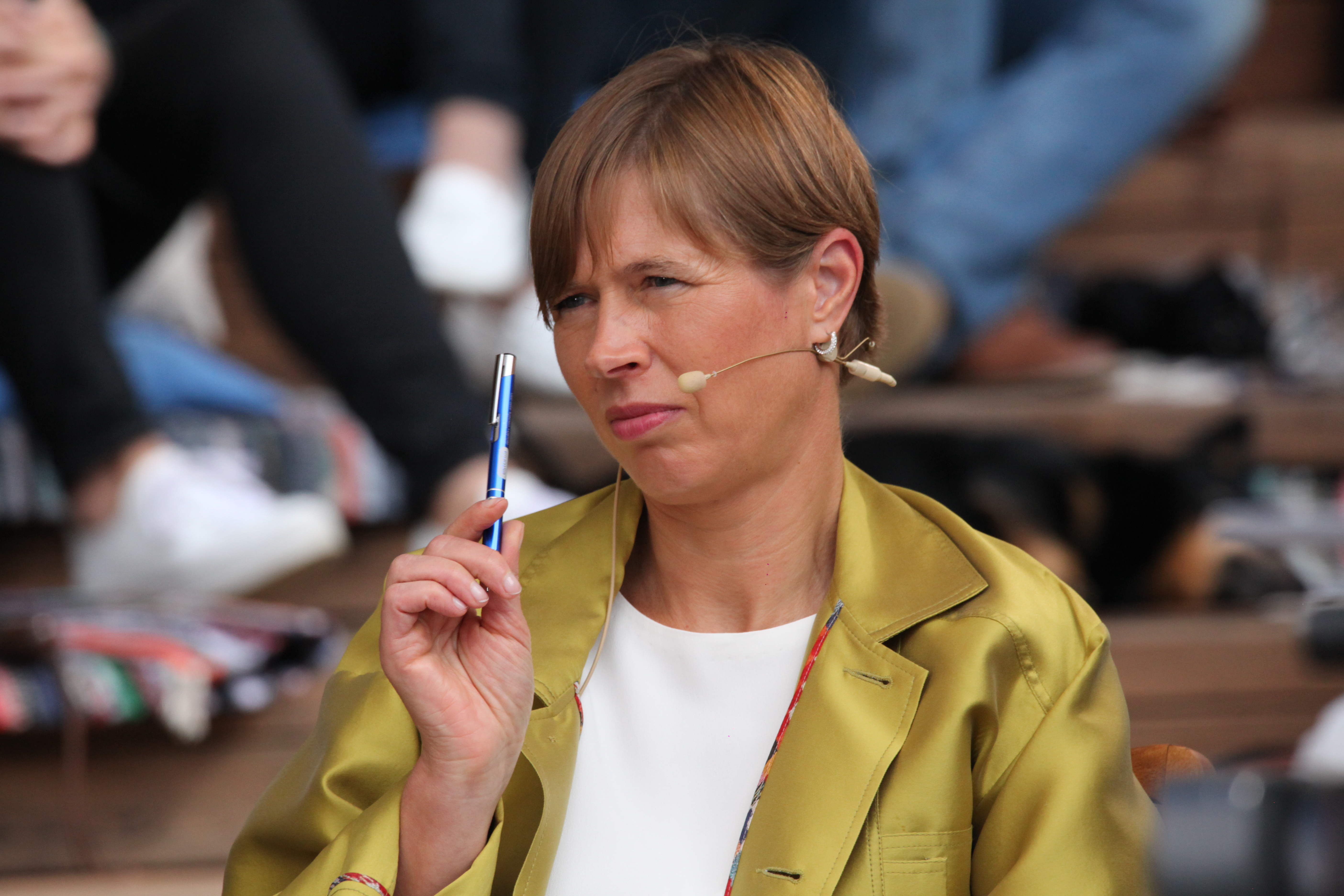
Kersti Kaljulaidová (2021)

Kersti Kaljulaidová (estonsky Kersti Kaljulaid; * 30. prosince 1969 Tartu, Estonsko) je estonská politička a v letech 2016–2021 prezidentka Estonska, která ve funkci vystřídala Toomase Hendrika Ilvese. Stala se tak první ženou v prezidentském úřadu a ve 46 letech zároveň nejmladší osobou v nejvyšší ústavní funkci země.

## Životopis

### Kariéra
Kersti Kaljulaidová v roce 1992 vystudovala biologii na univerzitě v Tartu a v roce 2001 zde získala také titul MBA v oboru management. Ve svém prvním oboru nenašla uplatnění a tak v 90. letech 20. století již jako mladá matka působila jako manažerka pro telekomunikační společnost a potom pro investiční banku. V roce 1999 se dostala k politice.
Mezi lety 1999 a 2002 byla ekonomickou poradkyní premiéra Marta Laara a v roce 2002 se stala jako první žena ředitelkou elektrárny. Při tom se věnovala také publicistice a jako analytička psala o sociálních a ekonomických tématech a o tématech Evropské unie. Mezi lety 2004 a 2016 působila v Evropském účetním dvoře jako estonská zástupkyně.
Dříve byla členkou pravicové konzervativní strany Vlast.

### Prezidentka země
Na konci srpna 2016 proběhla tři hlasování parlamentu ohledně nové hlavy státu, ale žádné nebylo úspěšné. V září tak proběhlo zvláštní voličské grémium, ale ani to neuspělo a proces se tak vrátil do rukou parlamentu, který na začátku října hlasoval znovu.
Ačkoliv při této volbě měla Kaljulaidová protikandidáty, např. nezávislého právníka Allara Jökse, bývalého eurokomisaře Siima Kallase z vládnoucí Reformní strany či bývalou ministryni Mailis Repsovou z opoziční Estonské strany středu, na její podpoře se předem dohodla většina parlamentních stran. Při volbě tak neměla reálného soupeře. Ze 101 poslanců hlasovalo 81 pro a 17 konzervativců proti, přičemž minimum pro zvolení bylo 68 hlasů. Při registraci kandidátů získala dokonce 90 hlasů, včetně všech členů vládní koalice a 23 opozičních poslanců.
Kaljulaidová se oficiálně ujala funkce 9. října 2016 a slavnostní přísahu v parlamentu složila 10. října. Na inauguraci přišla s dosluhujícím prezidentem Toomasem Hendrikem Ilvesem.

### Osobní život
Ze dvou manželství Kaljulaidové vzešly čtyři děti a stala se také babičkou.